# Tales of Absolution and Obsoletion
Tales of Absolution and Obsoletion es el octavo álbum de estudio de la banda de rock gótico de África del Sur The Awakening publicado por Intervention Arts a nivel mundial en junio de 2009.

## Lista de canciones
* Todas las canciones son escritas por Ashton Nyte
1. «Ivory» (part 1 and 2) - 6.17
2. «Indian Summer Rain» - 4.29
3. «Upon the Water» - 4.24
4. «A Carnival of Souls» - 3.59
5. «Frozen» - 4.52
6. «Nothing Like The Rain» - 4.08
7. «Where the Shadow Goes» - 4.01
8. «Open» - 4.02
9. «Prayer for the Song» - 3.06
10. «Alone» - 3.29